# Quirin Grasenauer
Quirin Grasenauer, mit Taufnamen Balthasar Grasenauer (* um 1550 in Plattling; † 25. Dezember 1592 in Niederaltaich), war ein Benediktiner und 1592 Abt der Abtei Niederaltaich.
„Quirin Grasenauer, aus Plattling gebürtig, war nur eine achtmonatige Amtszeit beschieden. Er war bereits 1576, ein Jahr nach seiner Profess, zum Propst von Rinchnach ernannt worden und hatte dort so umsichtig gewirtschaftet, dass man ihn nach dem Tode des Abtes Augustin Strobl als Abt in das Mutterkloster zurückholte. Ein Schlaganfall während des Chorgebetes machte seinem Leben am Weihnachtsfest 1592 ein jähes Ende.“